# Leptines
Leptines (Λεπτίνης / Leptínes) fue un ateniense que en la antigua Grecia se hizo célebre por una ley que tendía a abolir las exenciones de las magistraturas onerosas, exceptuando de sus efectos a los descendientes de Harmodio y de Aristogitón.
En el año 354 a. C., Demóstenes se declaró contrario a esta ley con un notable discurso.